# Торхово (Глебовское сельское поселение)
В Рыбинском районе есть ещё одна деревня Торхово, в Огарковском сельском поселении.
Торхово — деревня в Глебовском сельском округе Глебовского сельского поселения Рыбинского района Ярославской области .
Деревня — крайний северо-восточный населённый пункт Глебовского сельского поселения, расположена примерно в 3 км на север от автомобильной дороги с автобусным сообщением Рыбинск—Глебово. Деревня стоит на небольшом поле, в окружении лесов. Ближайшая деревня Новинки расположена в 1 км к западу. Дорога в южном направлении ведёт от Торхово к деревне Большая Белева. К северу от деревни лесная местность, переходящая в низкий заболоченный берег залива Рыбинского водохранилища. Ручей, текущий с запада от деревни в настоящее время впадает в водохранилище, до его заполнения был правым притоком реки Юга .
На 1 января 2007 года в деревне не числилось постоянных жителей . Почтовое отделение, расположенное в посёлке Тихменево, обслуживает в деревне Торхово 16 домов .